# 아르메니아 드람
아르메니아 드람(아르메니아어: Դրամ, ISO 4217 코드: AMD)은 아르메니아의 통화로 1 드람은 100 루마(아르메니아어: լումա)로 나뉜다. 단어인 "드람"은 한국어 로 "돈"이라는 뜻이고 그리스 드라크마와 유사하다. 아르메니아 중앙은행은 아르메니아의 법에 따라 나라의 통화를 발행할 유일한 권리를 가지고 있다. 최초로 아르메니아의 드람화가 등장한 때는 드람(dram)이라고 불리던 은화 동전이 발행되었을 때인 1199년에서 1375년 사이였다.

## 역사
1991년 9월 21일, 국민 투표에 따라 아르메니아가 소련으로부터 독립하게 되었다. 아르메니아 중앙은행은 1993년 3월 27일 설립된 아르메니아 중앙은행은 국가 화폐 발행의 독점권을 부여받았다.
소련 붕괴의 즉각적인 여파로 CIS 국가들 간에 공통 통화(러시아 루블)를 유지하려는 시도가 이루어졌다. 아르메니아는 이 루블 존에 가입했다. 그러나 구소련 국가들의 불안정한 정치경제 상황에서 통화 동맹을 유지하는 것은 매우 어려울 것이라는 것은 곧 분명해졌다. 루블 존은 1993년 러시아의 일방적인 화폐 개혁으로 사실상 붕괴되었다. 그 결과 아직 참가하고 있던 국가들(카자흐스탄, 우즈베키스탄, 투르크메니스탄, 몰도바, 아르메니아, 조지아)은 '밀려나가서' 별도의 통화를 도입할 수밖에 없었다. 아르메니아는 1993년 11월 22일에 드람을 도입했을 때 마지막으로 그렇게 한 나라들 중 하나였다.

## 동전
1994년, 알루미늄 동전의 첫 시리즈는 10, 20, 50 루마, 1, 3, 5, 10 드람의 액면가로 도입되었다.
2003년과 2004년에는 첫 번째 시리즈를 대체하기 위해 10, 20, 50, 100, 200, 500 드람 동전들로 구성된 두 번째 시리즈가 도입되었다.
중앙은행도 수집가들에게 판매용 기념주화를 대거 발행했다. 목록은 공인 중앙은행 유통업체에서 찾을 수 있다.

## 지폐
1993년 11월에 지폐의 첫 번째 시리즈가 발행되었다. 2005년에 유통이 중단되었다.
1998년부터 현재까지 사용되고 있는 두 번째 시리즈가 발행되었다.

### 첫 번째 시리즈 (1993-1995)
1993년 11월 22일에, 10, 25, 50, 100, 200, 500 드람 지폐가 발행되었다.
1,000, 5,000 드람 지폐는 나중에 유통되었다.
|  |  | 10 드람    | 125 x 62 mm | 갈색과 보라색              | 예레반 역과 사순의 다비트 조각상                        | 아라라트산                                           |
|  |  | 25 드람    | 125 x 62 mm | 노랑, 갈색, 파란색         | 우라르투의 쐐기문자판과 에레부니 요새에서 사자 부조     | 장식                                                 |
|  |  | 50 드람    | 125 x 62 mm | 파란색과 빨간색            | 국립미술관과 아르메니아 역사박물관                      | 아르메니아 국민의회 건물                             |
|  |  | 100 드람   | 125 x 62 mm | 파란색, 보라색, 빨간색     | 아라라트산과 즈바트노츠 성당                            | 아르메니아 오페라 극장                               |
|  |  | 200 드람   | 135 x 62 mm | 갈색, 녹색, 노란색, 빨간색 | 에치미아진에 있는 성 흐립시메 교회(St. Hripsime Church) | 장식                                                 |
|  |  | 500 드람   | 135 x 62 mm | 녹색, 갈색, 파란색         | 아라라트산과 티그라네스 2세 테트라드라크마              | 장식                                                 |
|  |  | 1,000 드람 | 145 x 68 mm | 갈색과 주황색              | 메스로프 마슈토츠 조각상과 마테나다란                   | Aghitu Memorial에 있는 7세기 오벨리스크 기념비       |
|  |  | 5,000 드람 | 145 x 71 mm | 녹색, 노란색, 보라색       | 가르니 신전                                             | 대영박물관에 소장되어 있는 아나히트 여신의 청동 머리 |

### 세 번째 시리즈 (2018-현재)
500드람은 2003년에 동전으로 대체되었으나 수집가들을 위해 중앙은행에서 터키의 아라라트 산을 배경으로 한 기념화폐가 잠깐 발행되었다. 1000, 2000, 5000, 10000, 20000, 50000 드람 지폐가 도안이 변경되어 유통되었고 10만드람은 구권으로 사장되었다, 안그래도 이미 5만드람은 100 USD 이상의 가치를지닌 초고액권이다.

## 환율
현대의 드람은 1993년 11월 22일에 200 루블 = 1 드람(1 USD : 404 AMD)의 비율로 시행되었다. 드람은 아르차흐 드람 이외의 통화에 고정되어 있지 않다.
Note: 이러한 웹 사이트의 비율은 아르메니아 중앙은행이 공표한 환율과 조금 다를 수도 있다.

## 같이 보기
- 아르메니아의 경제
- 유통 중인 통화 목록